# Língua apatani
Apatani (Apa Tani, Tanw) é uma língua da subfamília Tani das línguas sino-tibetanas falada por cerca de 45 mil pessoas Apatanis em Arunachal Pradesh, [[n India.

## Classificação
Post e Kanno (2013) e ainda Macario (2015) mostram que o Apatani possui várias palavras que não se reconstroem a partir das Proto - línguas Tani, apontando aí para um possível substrato não-Tani em Apatani. Macario (2015) lista as seguintes formas divergentes de Apatani que não se reconstroem para Proto-Tani.

## Geografia
A língua é falada no distrito de Baixo Subansiri, Arunachal Pradesh, em 7 vilas do vale Ziro: Hong, Hari, Biilla, Dutta, Hija, Mudang-Tage e Bamin Michi (Ethnologue).

## Desenvolvimento
O desenvolvimento de qualquer língua é um processo gradual e no caso do Apatani (Tanw) o desenvolvimento foi desenfreado até agora. No entanto, o povo Tanw tem uma escrita usando o alfabetos da língua inglesa. O que começou como um meio de comunicação escrito se transformou num sistema que surgiu como um meio de comunicação simples e fácil para o povo Tanw. As pessoas Apatani (Tanw) vivem em um belo e minúsculo vale conhecido mundialmente como Ziro, localizado em Central Arunachal Pradesh. A população indígena total é de apenas cerca de 60 mil, mas os Apatanis (Tanws) são conhecidos por seu fervor quando se trata de preservação e promoção de sua cultura única que compartilham intimamente com as tribos vizinhas pertencentes ao mesmo Grupo.

## Escrita
Como a maioria das línguas orais ameaçadas, Apatani não tinha uma ortografia padronizada até recentemente e havia algum debate entre os Apatanis sobre qual escrita deveria ser usada. Em vista disso, Tanw Supuñ Dukuñ, a organização cultural Tanw, recomendou a constituição do Comitê de Desenvolvimento da Língua Apatani (ALDC). A Sociedade Literária e Cultural Apatani (ACLS) constituiu a ALDC para recomendar um sistema de escrita da língua. Uma discussão e estudo de um ano pelo ALDC resultou na recomendação de um alfabeto latino, que foi aceita e a aprovação administrativa para seu uso foi dada pelo Tanw Supuñ Dukuñ, ou Apatani Apex Council.
Atualmente, existem algumas iniciativas positivas com relação ao desenvolvimento da linguagem Tanw. Os mais relevantes são os projetos de revisão da Popi Sarmin Society (a pioneira no desenvolvimento do Tanw Script) . Existem algumas diferenças no uso de alguns símbolos básicos e seu uso. No entanto, esses desenvolvimentos são um sinal positivo e estão dando impulso à conscientização pública sobre a necessidade urgente de Desenvolvimento e Preservação da Língua Tanw.
Palavras tanw podem ser escritas de forma significativa usando consoantes e vogais inglesas "como o são". Atualmente, o sistema de escrita está em rápido desenvolvimento e várias propostas foram apresentadas e um trabalho de pesquisa ativo está em andamento. Nesse ínterim, as pessoas podem escrever usando o sistema proposto pelo ALDC (Comitê de Desenvolvimento da Língua Apatani) ou usar o sistema simplificado com alterações mínimas e retendo consoantes, vogais e sons do inglês. Até agora, o único governo de Arunachal Pradesh aprovou a escrita Apatani ("despacho No.EDA.41 / 96-97 Pt. Datado de Itanagar, 2 de novembro de 2010") desenvolvido pela Popi Sarmin Society e  'KIIJE TANII AGUN CHINSA  'está sendo usado para estudos elementares do terceiro idioma nas escolas de Ziro.
Como qualquer língua, a língua Apatani ou Tanw está evoluindo enquanto interage com várias línguas, como inglês, hindi, assamês, etc. e, como tal, pode não ser correto concluir sobre qualquer estrutura de escrita específica a partir de agora. Para a linguagem Tanw, é um trabalho em andamento. 

## Vocabulário
| Apatani | Proto-Tani | Proto-Tibeto-Birmanês | Português              |
| ------- | ---------- | --------------------- | ---------------------- |
| puulye  | *ge        | *buw, *gwan           | roupas                 |
| la-     | *han       | *graŋ                 | cágua fria             |
| mɨ-     | *ryɨ       | *day                  | fazer                  |
| sar-    | *put       | -                     | espuma                 |
| poteʔ   | *brɨŋ      | *brɨŋ                 | cheio                  |
| ʔude    | *nam       | *kyim                 | casa                   |
| -lya    | *grəŋ      | -                     | inclunar-se contra     |
| sar-se  | *yak       | -                     | painço cauda de raposa |
| -ɟii    | *ɦo-pran   | -                     | órfão                  |
| huʔ-    | *dan       | *tur                  | sacudir                |
| -ko     | *təŋ       | *twiy                 | curto                  |
| -be     | *pam       | *kyam, *wal           | neve                   |
| dàa-cáñ | *ryok      | *syam                 | ferro                  |
| yo (o)  | *dɨn       | *sya                  | carne                  |
| heñ-    | *mɨŋ       | *səm                  | thpensar               |

## Amostra de texto
João 1:1-5 
1.	Kapyojaho aguñ hii dotii, ho aguñ Pinii agiñho dotii, ho aguñ hii Pinii tii.
2.	Mo kapyo jaho hokii Pinii agiñho dutii;
3.	kapane drih hii mohkokiila putii, ho mo nyima pa hang pumatii puto laka donii hiiniiñ heho.
4.	Mohko sango hii dotii, ho sangohii miyu atañka hutoh.
5.	Hutoh hii kamomi byohutii, ho kamohii hiimi domiñ lamatii.
Português
1. No princípio era o Verbo, e o Verbo estava com Deus, e
2. a Palavra era Deus.
3. O mesmo foi no princípio com Deus.
4. Todas as coisas foram feitas por ele; e sem ele nada do que foi feito se fez.
5. Nele estava a vida; e a vida era a luz dos homens.
6. E a luz brilha nas trevas; e as trevas não o compreenderam.